# ويليام كينغ (سياسي)
ويليام كينغ هو سياسي كندي، ولد في 15 سبتمبر 1930 في كندا. حزبياً، نشط في الحزب الديمقراطي الجديد في كولومبيا البريطانية ‏.